# The King: Eternal Monarch
The King: Eternal Monarch er en sydkoreansk tv-drama/serie på 16 episoder. Hovedrollerne spilles af henholdsvis Lee Min-ho (Lee Gon), Kim Go-eun (Jung Tae-eul/Luna) og Woo Do-hwan (Jo Eun-seob/Jo Yeong).